# 시카고 매뉴얼 오브 스타일
시카고 매뉴얼 오브 스타일 (The Chicago Manual of Style)은 시카고 대학교 출판부(University of Chicago Press)에서 지정한 영어 작문 및 인용법에 관한 스타일 가이드로 영어권에서 널리 쓰이는 문서 작성 양식 중 하나이다.

## 같이 보기
- MLA 스타일 매뉴얼
- APA 스타일